# Oxharu
Oxharu är öar nära Husskär i Nagu,  Finland. De ligger i Skärgårdshavet i Pargas stad i landskapet Egentliga Finland, i den sydvästra delen av landet. Öarna ligger omkring 3 kilometer nordost om Husskär, 27 kilometer sydost om Nagu kyrka, 53 kilometer söder om Åbo och omkring 160 kilometer väster om Helsingfors. Närmaste allmänna förbindelse är förbindelsebryggan vid Knivskär som trafikeras av M/S Nordep. 
Arean för den av öarna koordinaterna pekar på är 2 hektar och dess största längd är 220 meter i sydväst-nordöstlig riktning.
Det finns inga samhällen i närheten.